# Saint-Yan
Saint-Yan – miejscowość i gmina we Francji, w regionie Burgundia-Franche-Comté, w departamencie Saona i Loara.
Według danych na rok 1990 gminę zamieszkiwały 1153 osoby, a gęstość zaludnienia wynosiła 44 osoby/km² (wśród 2044 gmin Burgundii Saint-Yan plasuje się na 198. miejscu pod względem liczby ludności, natomiast pod względem powierzchni na miejscu 250.).